# Swobnica
Swobnica (do 1945 niem. Wildenbruch) – wieś w Polsce położona w województwie zachodniopomorskim, w powiecie gryfińskim, w gminie Banie. 
W 2003 r. wieś miała 587 mieszkańców.
W latach 1973–1976 miejscowość była siedzibą gminy Swobnica. W latach 1975–1998 miejscowość administracyjnie należała do województwa szczecińskiego.

## Położenie
Miejscowość położona na terenie Pojezierza Myśliborskiego, na południowym krańcu Jeziora Długiego. 
W 1986 roku zawieszono przewozy pasażerskie na linii kolejowej z Chwarstnicy, w 2001 roku PKP wykreśliło linię ze swojej ewidencji, a w 2006 roku torowisko zostało rozebrane.

## Historia
Stara osada pomorska, jej pozostałością jest zachowane wczesnośredniowieczne grodzisko. W 1234 książę Barnim I nadał templariuszom Swobnicę z ziemią bańską. Od 1312 tereny te należały do joannitów. Miejscowość jest wzmiankowana dopiero w roku 1345, od 1377 Swobnica zyskuje na znaczeniu stając się siedzibą komandorii zakonu. W XVIII w. zamek i wieś należały do dostojników szwedzkich, później – do Prus.

## Zabytki

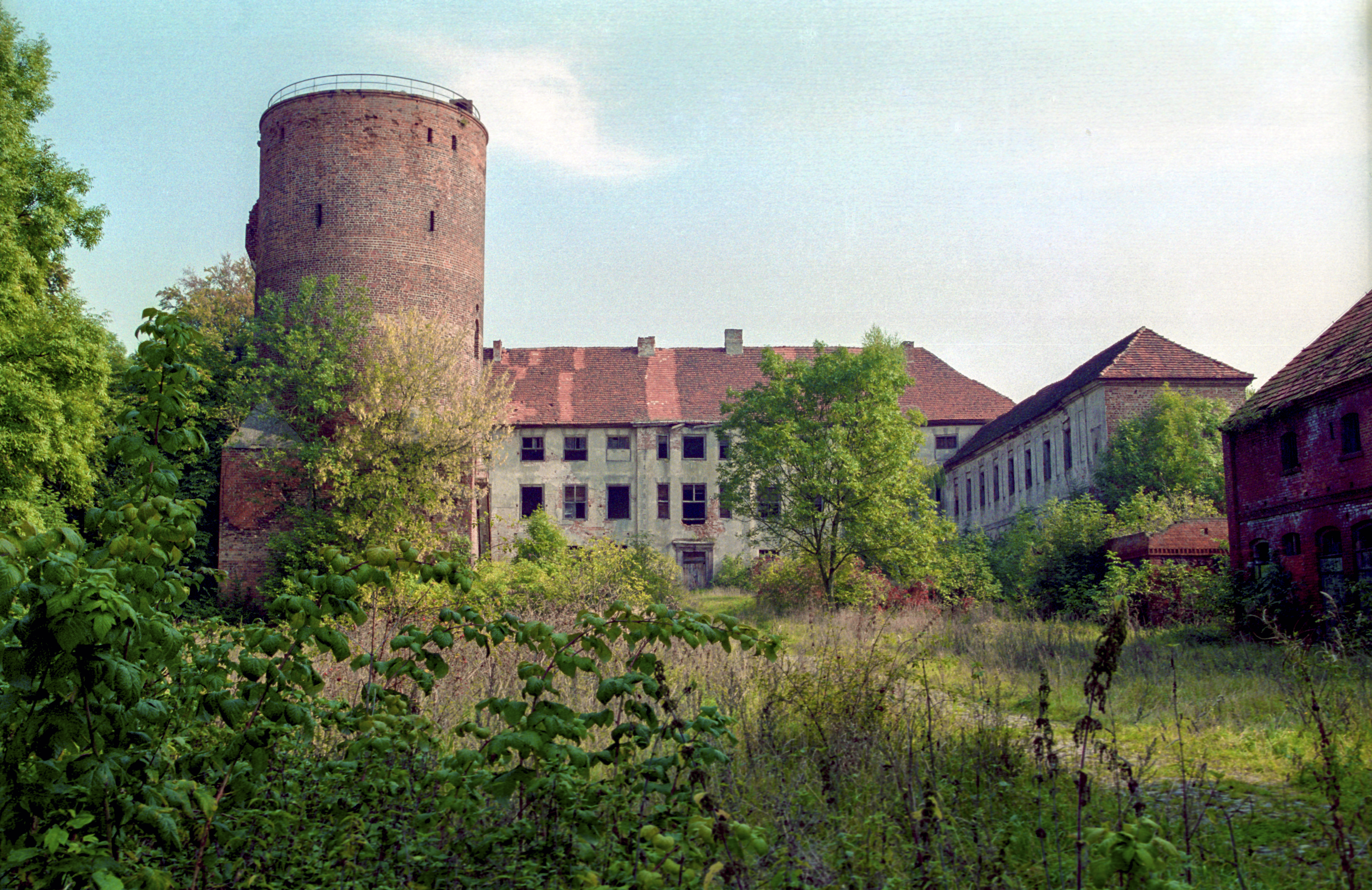
Ruiny zamku w Swobnicy

Do wojewódzkiego rejestru zabytków wpisany jest:
- zamek w Swobnicy – położony za wsią na półwyspie nad jeziorem Grodziskim. Zamek został wzniesiony po 1377 roku i pełnił funkcję siedziby komandorii Joannitów. Składał się z prostokątnego domu mieszkalnego oraz 31-metrowej wieży wbudowanej w mury obronne. Oddzielony od lądu podzamczem o powierzchni 50 × 100 m, jak również 20-metrową fosą, zamek o rzucie 50 × 50 m. Bezokienne mury obwodowe osłaniały majdan o powierzchni 2,2 tys. m², na  którym przy ścianie północnej wzniesiono budynek z dwuprzęsłową kaplicą 8,4 × 11,8 m (nr rej. 760 z 31 marca 1957 r.)[7];
- Kościół św. Kazimierza – świątynię wybudowano z granitowej kostki w XIII w., przebudowywano go w 1896 w stylu neogotyckim i na początku XX w, gdy dodano absydę i wieżę[8]. Do kościoła przylega cmentarz otoczony kamiennym murem z bramkami. W pobliżu kościoła stoi mała neogotycka kaplica (nr rej. 1025 z 1 sierpnia 1956 r.)[9];
- park dworski (nr rej. 760 z 4 grudnia 1980 r.).

## Religia
W Swobnicy znajduje się również nowicjat Towarzystwa Salezjańskiego Inspektorii Pilskiej.